# HD 92523
HD 92523，又名BD+69 586，SAO 15269、HR 4181，是一颗恒星，视星等为5，位于銀經138.24，銀緯44.04，其B1900.0坐标为赤經10h 35m 54.7s，赤緯+69° 44.04′ 58″。